# Helsingør
Helsingør (d. pol. Elsynor) – duńskie miasto na północnym wschodzie Zelandii, położone 40 km na północ od Kopenhagi nad cieśniną Sund. W tym miejscu cieśnina ma 4 km szerokości. Na przeciwległym brzegu cieśniny znajduje się bliźniacze szwedzkie miasto Helsingborg. Podróż promem między miastami zajmuje 20 min.
W centrum miasta zachowana jest znaczna część średniowiecznej zabudowy oraz liczne renesansowe okazałe rezydencje.
Helsingør jest siedzibą gminy o tej samej nazwie.
Miasto znane jest jako tło akcji sztuki teatralnej Williama Shakespeare'a pt. Hamlet.
Dzięki swojemu położeniu przy wyjściu z Bałtyku na ocean, jest to popularny i znany port jachtowy.
W mieście znajduje się stacja kolejowa Helsingør.
W miejscowości rozwinął się przemysł stoczniowy, chemiczny oraz włókienniczy.

## Historia
Pierwsze wzmianki o mieście pochodzą z 1231 r., natomiast osada istniała już wcześniej znana głównie jako miejsce targowe, gdzie wikingowie sprzedawali swoje zdobycze.
Powstanie pierwszego kościoła w miejscowości datuje się na około 1200 r.
W 1420 roku miejscowość przybrała swoją formę miejską dzięki królowi Erykowi Pomorskiemu.
Rozwój znaczenia miasta rozpoczyna się od roku 1429, czyli od czasu ukończenia budowy zamku Krogen. W średniowieczu, dzięki twierdzy Kronborg i przymusowym opłatom za przepłynięcie przez cieśninę, znanym jako Cła sundzkie, miejscowość zaczęła się wzbogacać wraz z rosnącym ruchem morskim i zasłynęła jako port morski.

## Zabytki
- Zamek Kronborg – znany jako miejsce akcji Hamleta Shakespeare'a
- Pałac Marienlyst z XVI w.
- Katedra Św. Olafa
- Kościół Św. Anny
- Klasztor Karmelitów

## Muzea
- Maritime Museum (Muzeum morskie) – muzeum handlu i historii duńskiej żeglugi morskiej od czasów średniowiecza, z liczną kolekcją modeli statków.
- Duńskie Muzeum Techniki
- Średniowieczna zabudowa centrum miasta
- Muzeum Karen Blixen

## Znani ludzie związani z miastem
- Dietrich Buxtehude (ok. 1637–1707) – duński kompozytor i organista okresu baroku, zatrudniony w kościele Mariackim. Jego ojciec był organistą w katedrze św. Olafa[4].

## Miasta partnerskie
- Gdańsk, Polska
- San Remo, Włochy
- Helsingborg, Szwecja